# Замок Інуяма
Замок Інуяма (яп. 犬山城, інуяма-дзе:) — замок в місті Інуяма, Японія. Розташований на пагорбі над річкою Кісо, по якій проходить межа префектур Айті і Гіфу. Замок Інуяма часто називають найстарішим з японських замків. Головну вежу замку внесено до списку національних скарбів Японії.

## Історія
Слово «інуяма» дослівно перекладається з японської як «собача гора». Замок має другу назву «Hakutei Castle» («Замок білого імператора»), цю назву замку було дано ученим Огю Сораєм.
Вважається, що основу замку було закладено ще в 1440 роках. Основні вежі замку були побудовані в 1537 році Одой Нобуясу.
У 1891 році замок дуже постраждав від землетрусу. У 1895 році урядом Японії було прийнято рішення повернути замок спадкоємцям роду Нарусе для підтримки його у належному стані.
У 1965 році замок був розібраний для капітального ремонту. Після вивчення дерев'яних балок було встановлено, що два нижні поверхи замку побудовані набагато раніше за верхні.

## Облаштування замку

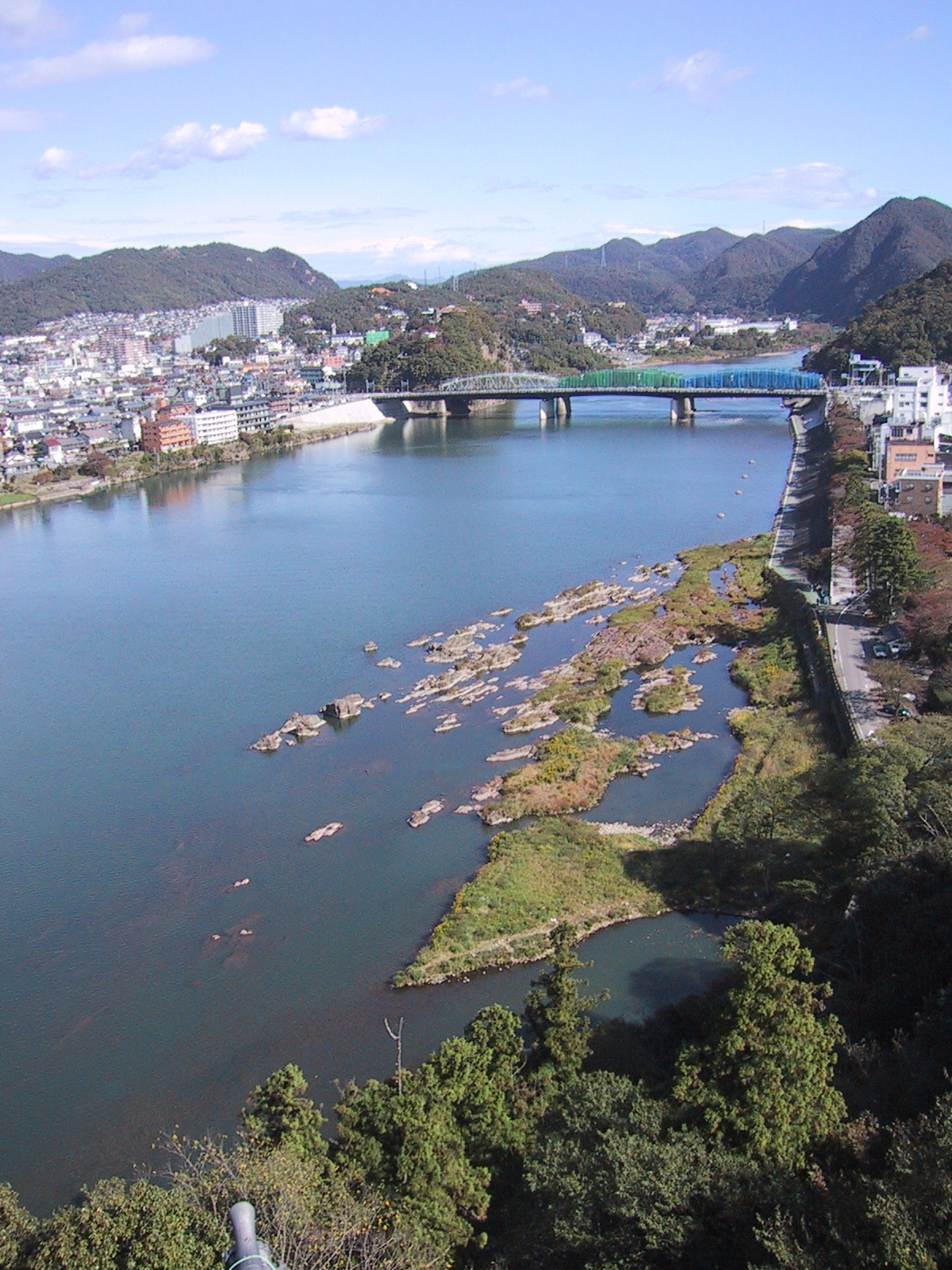
Вид на річку Кісо з оглядового майданчика замку Инуяма

Замок Инуяма відноситься до рівнинно-гірського типу за́мків.
Складається з трьох зовнішніх ярусів, чотирьох внутрішніх поверхів і двох підвальних поверхів.
Конструкцію замку було дуже змінено — сучасні башти були побудовані в 1537 році. В 1617 році було добудовано третій ярус.
Головна вежа (тенсю) виконана в стилі епохи Адзуті-Момояма.
На першому поверсі розташовуються казарми для війська дайме. Вони розділені на чотири приміщення, оточені круговим коридором, з якого вартовий може стежити за обстановкою. Другий поверх є збройовим для зберігання резерву зброї і обладунків, а на третьому поверсі знаходяться особисті приміщення. З оглядового майданчика верхнього ярусу замку відкривається вид на місто Інуяма і річку Кісо.

## Ресурси Інтернету
- Опис замку(англ.) на сайті Guide to Japanese Castles
- Фотографії замку